# Гвардейск
Гварде́йск (до 7 сентября 1946 Тапиа́у, нем. Tapiau) — город в  Калининградской области России, административный центр Гвардейского муниципального округа.
Население 13 962 чел. (2023).

## История
Первое упоминание о прусском поселении Tapiow относится к 1255 году. Находившаяся рядом с ним деревянная крепость пруссов Сугарби или Сургарби, а также возникшая к 1262 году на противоположном южном берегу истока реки Деймы небольшая крепость Тевтонского ордена в 1265 г. были разрушены местными пруссами (самбами).
В 1280 — 1301 гг. Тапиау — центр комтурства. В 1280 — 1290 гг. здесь велось строительство новой деревянной крепости, с 1351 года — каменного замка, с 1395 года началось спрямление русла реки Деймы и соединение русла этой реки с руслом Преголи (Прегеля). С 1469 по 1722 г. в замке Тапиау хранился архив Тевтонского ордена.
С 1502 года в Тапиау строится кирха, в 1520 году открыта первая начальная школа. 20 марта 1568 года в замке Тапиау умер основатель Прусского герцогства Альбрехт Гогенцоллерн.
16 мая 1697 года в Тапиау, в доме бургомистра останавливалось «Великое посольство» Петра I. Утром 17 мая посольство покинуло Тапиау и направилось в Вальдау.
27 апреля 1711 года Пётр I прибыл с эскадрой в Гданьск, совершив переход по водному маршруту Лабиау (Полесск) — р. Дейма — Тапиау, — р. Прегель — Кёнигсберг — Фришес-Хафф. Пётр I не мог оставить эскадру без присмотра из-за сложности проводки судов по этим узким и извилистым рекам. Он лично вёл эскадру.
6 апреля 1722 года король Фридрих Вильгельм I присвоил Тапиау статус города и герб. Бывший орденский замок с 1793 году использовался как дом призрения нищих и бедных больных. В 1807 году город заняли войска Наполеона.
В 1902 году здесь открылась провинциальная больница для душевнобольных — санаторий и дом престарелых Тапиау провинции Восточная Пруссия (нем. Heil- und Pflegeanstalt Tapiau). Он занимал в городе обширную территорию.
С 1904 года издаётся городская газета.
Вскоре после начала Первой мировой войны в Восточную Пруссию с востока вторгалась русская армия. В ходе Восточно-Прусской наступательной операции к концу августа русские войска достигли Тапиау и начали артиллерийский обстрел города. Оборонявшие город вели ответный обстрел. Немецкие позиции Прегельско-Даймского участка обороны были слабыми, долго оборонять Тапиау не было возможностей. 27 августа 1914 года был последний пассажирский поезд из Тапиау в Кенигсберг. Артиллерийская дуэль продолжалась до 29 августа. В этот день было объявлено о победе Гинденбурга над 2-й русской армией Самсонова под Танненбергом, а русские войска прекратили обстрел и отступили. 10 сентября 1914 года русским войскам был дан приказ к отступлению из Восточной Пруссии. От обстрелов русской артиллерией город серьёзно пострадал, погиб архив города.
В июле 1919 года директором и главным врачом санатория и дом престарелых Тапиау был назначен Пауль Вильгельм Хольтхаузен (нем. Paul Wilheim Holthausen). В последующие годы он преобразовал его в психиатрический лечебный центр, работающий в соответствии с современными стандартами. С 1927 года Хольтхаузен также занимался проектированием запланированного приюта для душевнобольных в Райзенбурге. В мае 1931 года он скоропостижно скончался в 55 лет. Его преемником на посту директора учреждения Тапиау стал Отто Краков (нем. Otto Krakow).
На 1939 год город Тапиау насчитывал 9272 жителя.
25 января 1945 года город занял 17-й гвардейский стрелковый ордена Суворова полк 5-й гвардейской стрелковой Городской ордена Ленина Краснознамённой ордена Суворова дивизии Красной армии. Войскам, участвовавшим в штурме Тапиау, приказом Верховного Главнокомандующего  от 26 января 1945 года объявлена благодарность, а в Москве дан салют 20 артиллерийскими залпами из 224 орудий.
Первым родившимся жителем Калининградской области стал Александр Дорофеев родившийся 4 июля 1946 года в 0 часов 01 минуту в Тапиау (Гвардейске) в семье гвардии майора Дорофеева А. В., героя боёв за Тапиау, Кёнигсберг и Пиллау.
7 сентября 1946 года Тапиау переименован в Гвардейск. Изначально имя Гвардейск должен был получить Знаменск, но неподобающее поведение войск в последнем привело к перестановке имён.
С сентября 1946 г. город заселяется новосёлами из РСФСР и Белорусской ССР; остаток местных немцев весной 1948 г. переселён в Советскую зону оккупации Германии.
С 1946 года является административным центром Гвардейского района. На 1 ноября 1946 года в Гвардейске находилось 1320 домовладений проживало 2713 человек, включая немецкое население. В 1954 году в городе заработали макаронная фабрика, птицекомбинат, позднее маслосыроваренный завод, рассчитанный на переработку 3 тысяч тонн молока в год.
В 1962 году в связи с укрупнением районов Калининградской области Гвардейский район был ликвидирован. Входившие в его состав сельсоветы были переданы Полесскому району, а город Гвардейск был переведён из категории городов районного подчинения в категорию городов областного подчинения. В 1965 году был вновь образован Гвардейский район, а Гвардейску возвращён прежний статус.
В августе 1964 года открылась текстильно-галантерейная фабрика, специализировавшаяся на производстве хлопчатобумажных платков, позднее начавшая выпускать гардинное полотно, в 1964 году заработала кондитерская фабрика, объединённая в 1974 году с хлебозаводом в хлебокондитерский комбинат, выпускавший фирменные пряники. В начале 1970-х годов в Гвардейске имелись средняя, вечерняя, начальная, музыкальная и спортивная школы, детский сад, двое детских яслей, дом пионеров, дом культуры, 2 библиотеки, парк культуры, народный театр, кинотеатр, стадион, районная больница на 110 коек, баня, гостиница, две столовые, универмаг, специализированные книжный и хлебный магазины. В 1970-е годы в центре города был открыт мемориальный комплекс памяти советских воинов, погибших в январе 1945 года, на котором похоронены 1900 советских воинов.
В 1982 году начал выпуск продукции асфальтобетонный завод. Весной 1989 года открылся новый двухэтажный дом культуры со зрительным залом на 480 мест, появилась студия местного радиовещания, дом быта. В 1989 году здание немецкой кирхи, в течение длительного времени служившее складом, было отдано под православный храм Святого Иоанна Предтечи.
С 2005 года Гвардейск являлся центром муниципального образования Гвардейский район. Тогда же получил статус административного центра Гвардейского городского поселения». С 2022 года является центром Гвардейского муниципального округа.

## Население
| 1875    | 1890    | 1895    | 1910    | 1933    | 1939    | 1959    | 1970    | 1979    | 1989    |
| ------- | ------- | ------- | ------- | ------- | ------- | ------- | ------- | ------- | ------- |
| 2679    | ↗3763   | ↗4061   | ↗5986   | ↗7683   | ↗9326   | ↘7560   | ↗10 544 | ↗10 819 | ↗11 904 |
| 1996    | 1998    | 2000    | 2001    | 2002    | 2005    | 2006    | 2007    | 2008    | 2009    |
| ↗12 700 | ↘12 500 | ↘12 000 | ↘11 800 | ↗14 572 | ↘13 800 | ↘13 600 | ↘13 300 | ↘13 200 | ↘13 088 |
| 2010    | 2011    | 2012    | 2013    | 2014    | 2015    | 2016    | 2017    | 2018    | 2019    |
| ↗13 899 | ↗13 900 | ↘13 779 | ↘13 582 | ↘13 514 | ↘13 321 | ↘13 214 | ↘13 186 | ↗13 227 | ↘13 190 |
| 2020    | 2021    | 2023    |         |         |         |         |         |         |         |
| ↗13 313 | ↗14 122 | ↘13 962 |         |         |         |         |         |         |         |

На 1 января 2025 года по численности населения город находился на 808-м месте из 1124 городов Российской Федерации.
Национальный состав
По итогам переписи населения 2020 года проживали следующие национальности (национальности менее 0,1 % и другое, см. в сноске к строке «Другие»):
| Национальность | Численность, чел. | Доля     |
| -------------- | ----------------- | -------- |
| Русские        | 13 003            | 92,08 %  |
| Украинцы       | 176               | 1,25 %   |
| Белорусы       | 158               | 1,12 %   |
| Армяне         | 82                | 0,58 %   |
| Татары         | 55                | 0,39 %   |
| Немцы          | 37                | 0,26 %   |
| Литовцы        | 36                | 0,25 %   |
| Казахи         | 27                | 0,19 %   |
| Аварцы         | 27                | 0,19 %   |
| Таджики        | 17                | 0,12 %   |
| Лезгины        | 15                | 0,11 %   |
| Азербайджанцы  | 15                | 0,11 %   |
| Другие         | 474               | 3,35 %   |
| Итого          | 14 122            | 100,00 % |

## Экономика
В городе действуют мясокомбинат, хлебокондитерский комбинат, фабрика упаковочных материалов, фабрика по сборке бытовой техники, рыбоперерабатывающий цех, бильярдная мануфактура, баня. Крупнейшие торговые предприятия: Гвардейский муниципальный городской рынок, частный рынок, магазины «Квартал» (2 шт.), «Жения».

## Социальная сфера
В городе имеются центр культуры и досуга, дом культуры, детско-юношеский центр (бывший дом пионеров), при котором создан музей истории и культуры города, дом офицеров, центральная районная библиотека. Выходит газета «Наша жизнь». Есть стадион, парк культуры и отдыха, несколько благоустроенных скверов.
Для занятий спортом есть областная бильярдная детско-юношеская спортивная школа, детско-юношеский клуб «Гвардеец», филиал областной школы бокса, школа спортивной борьбы, три спортивные многофункциональные площадки с искусственным покрытием, футбольный клуб «Олимпия». Действует аэроклуб.
В Гвардейске работают 2 общеобразовательные школы, 5 детских дошкольных учреждения, филиал лицея № 3 города Светлого. Действуют два прихода: православный и римско-католический.

## Транспорт
Рядом с Гвардейском, на левом, южном берегу Преголи, в то время как сам город расположен на правом берегу, расположена одноимённая станция Калининградской железной дороги, расположенная железнодорожной линии Калининград — Черняховск — Чернышевское (литовская граница).
Через Гвардейск проходят междугородные и международные автобусные линии.

## Достопримечательности

### Архитектурные памятники
- замок Тапиау XIV века, до 2020 года в зданиях была расположена тюрьма;
- кирха Тапиау, бывшая лютеранская кирха 1694 года постройки, с 1989 года православная церковь Иоанна Предтечи;
- дом Ловиса Коринта, в котором в 1858 году родился немецкий художник-экспрессионист Ловис Коринт;
- ратуша Тапиау 1922 года постройки. Ныне в здании ратуши расположен детско-юношеский центр. На первом этаже находится музей истории и культуры Гвардейска;
- дом святого Иосифа, здание 1898 года постройки, в котором с 1998 года находится действующий Римско-Католический приход святого Иосифа [29];
- капелла Тапиау, недействующая католическая капелла 1930 года постройки;
- отель «Чёрный орел», здание постройки конца XIX века, после Второй мировой войны в нём расположен гарнизонный дом офицеров;
- почта Тапиау, здание 1831 года постройки, используется по прямому назначению;
- особняк постройки конца XIX века;
- здание народной школы Тапиау 1901 года постройки, ныне школа № 1;
- здания лечебницы 1902 года постройки;
- водонапорная башня 1890 года;
- водонапорная башня 1920 года;
- административное здание XX века;
- здание больницы довоенной постройки, используется по прямому назначению;
- здание железнодорожного вокзала;
- здание узкоколейного вокзала Тапиау (см. Узкоколейные железные дороги Восточной Пруссии).

### Памятники и мемориалы
- братская могила советских воинов на площади Победы, мемориальный комплекс представляет собой чашу Вечного огня, две стелы, соединённые в верхней части поперечными плитами, и четыре ряда прямоугольных надгробий с мемориальными досками, на которых высечены фамилии павших воинов[30];
- мемориал Победы и Памяти на месте бывшего воинского захоронения в западной части города, в 2015 году на месте захоронения установлен памятный камень с надписью: «Здесь захоронены воины, погибшие в боях при штурме города Тапиау в январе 1945 года»[31];
- памятник русским воинам четырёх войн, воинам, погибшим в боевых действиях в окрестностях современного Гвардейска, установлен в 2015 году;
- мемориальная доска Твардовскому А. Т. установлена начале 2000-х годов, на которой изображён писатель и поэт в военной форме и надпись: «В этом доме 9 мая 1945 г. встретил День Победы и дописал последнюю главу поэмы «Василий Теркин» поэт-фронтовик Александр Трифонович Твардовский. В послевоенное время главный редактор журнала «Новый мир», лауреат Ленинской премии, общественный деятель»[32].

## Галерея

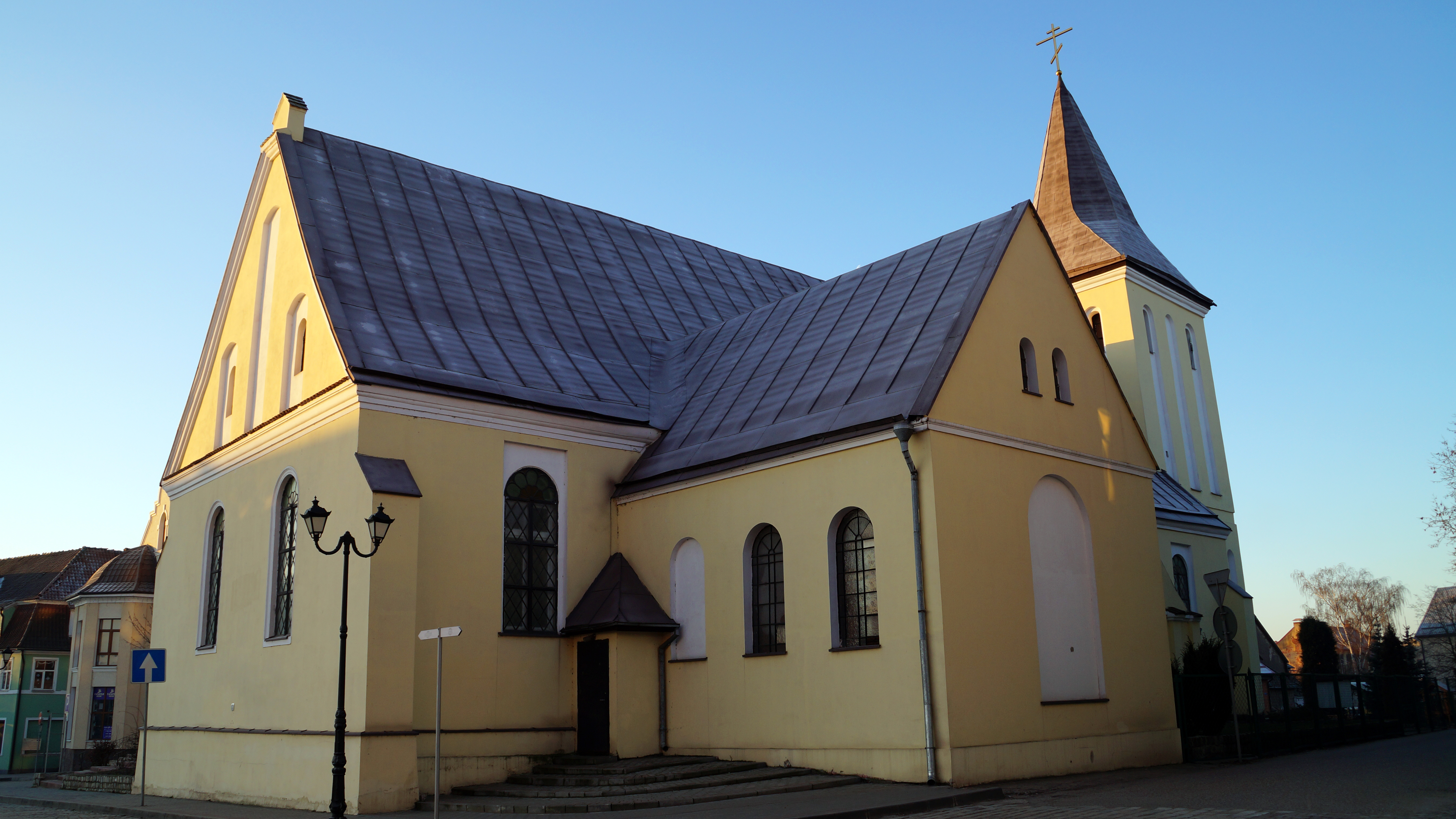
Церковь Иоанна Предтечи
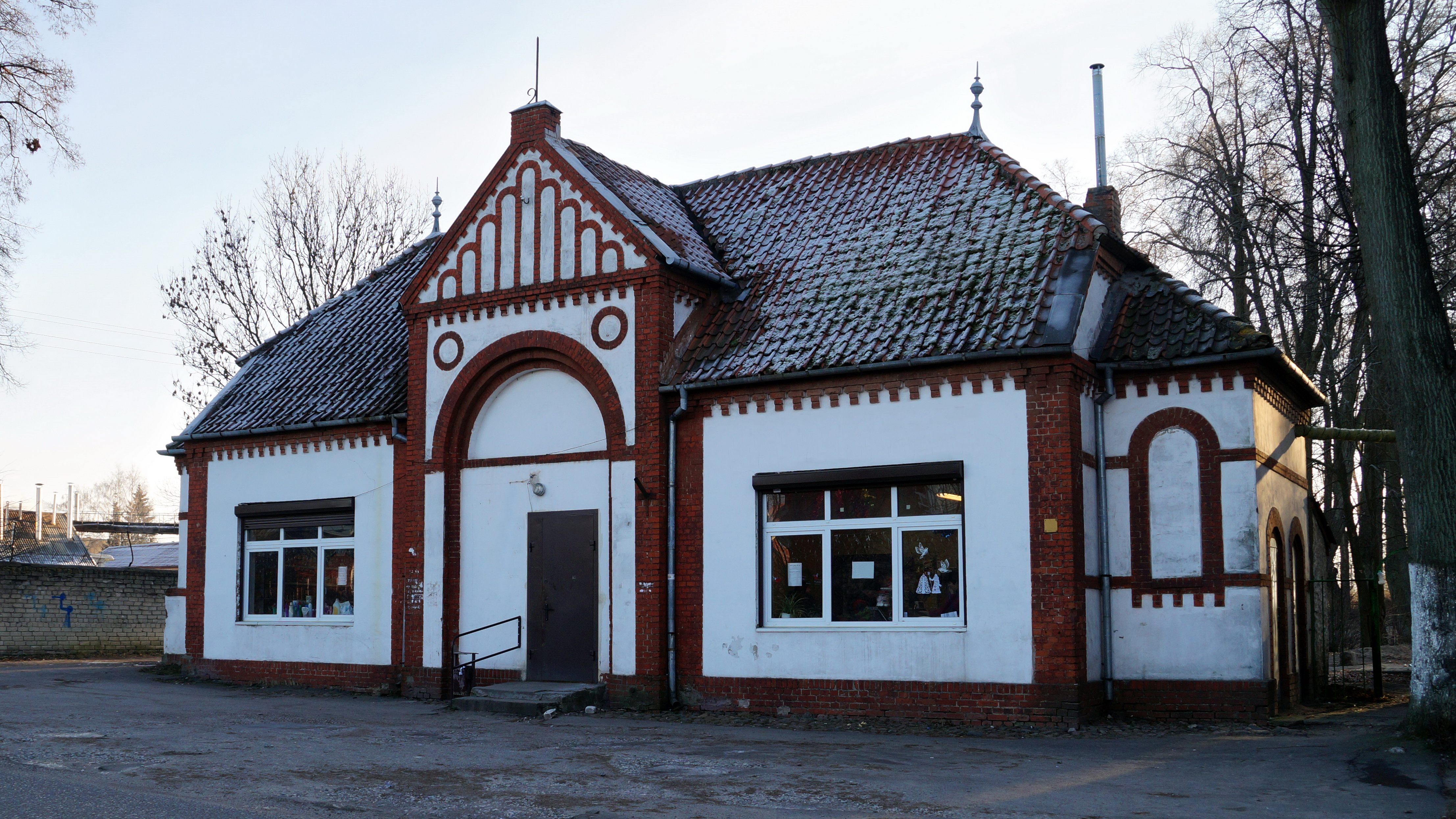
Бывшая католическая капелла
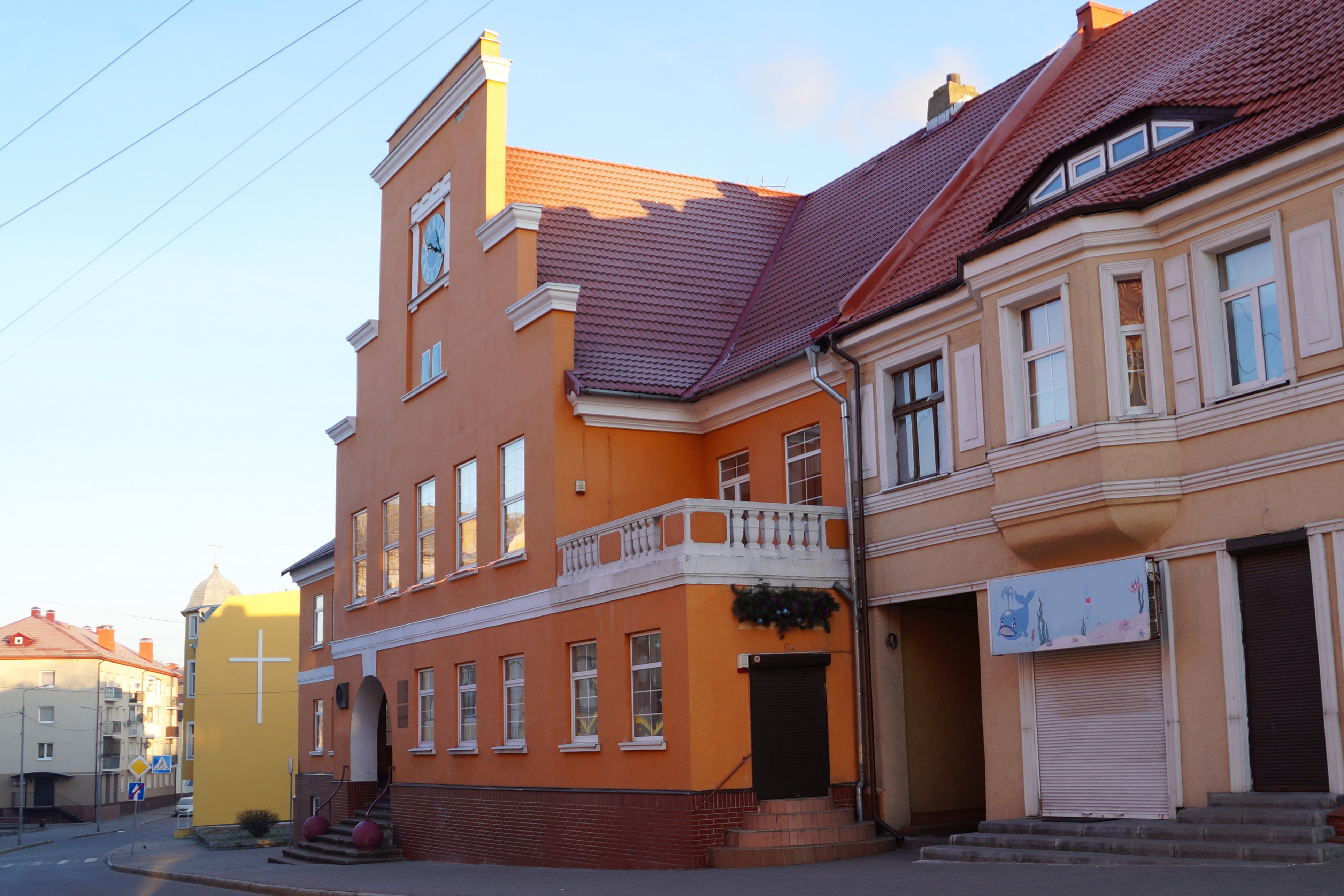
Бывшая ратуша
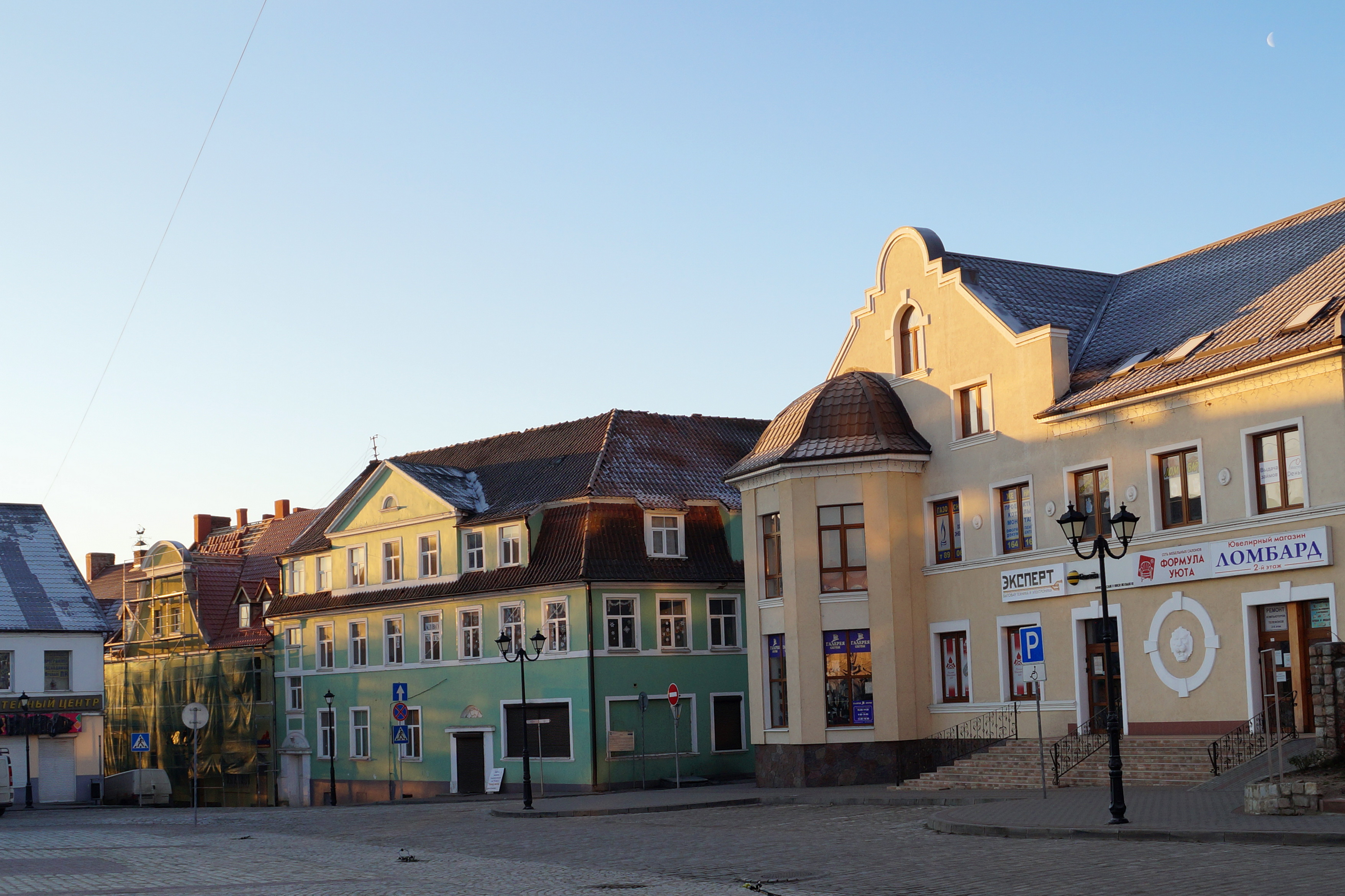
Бывшее здание отеля
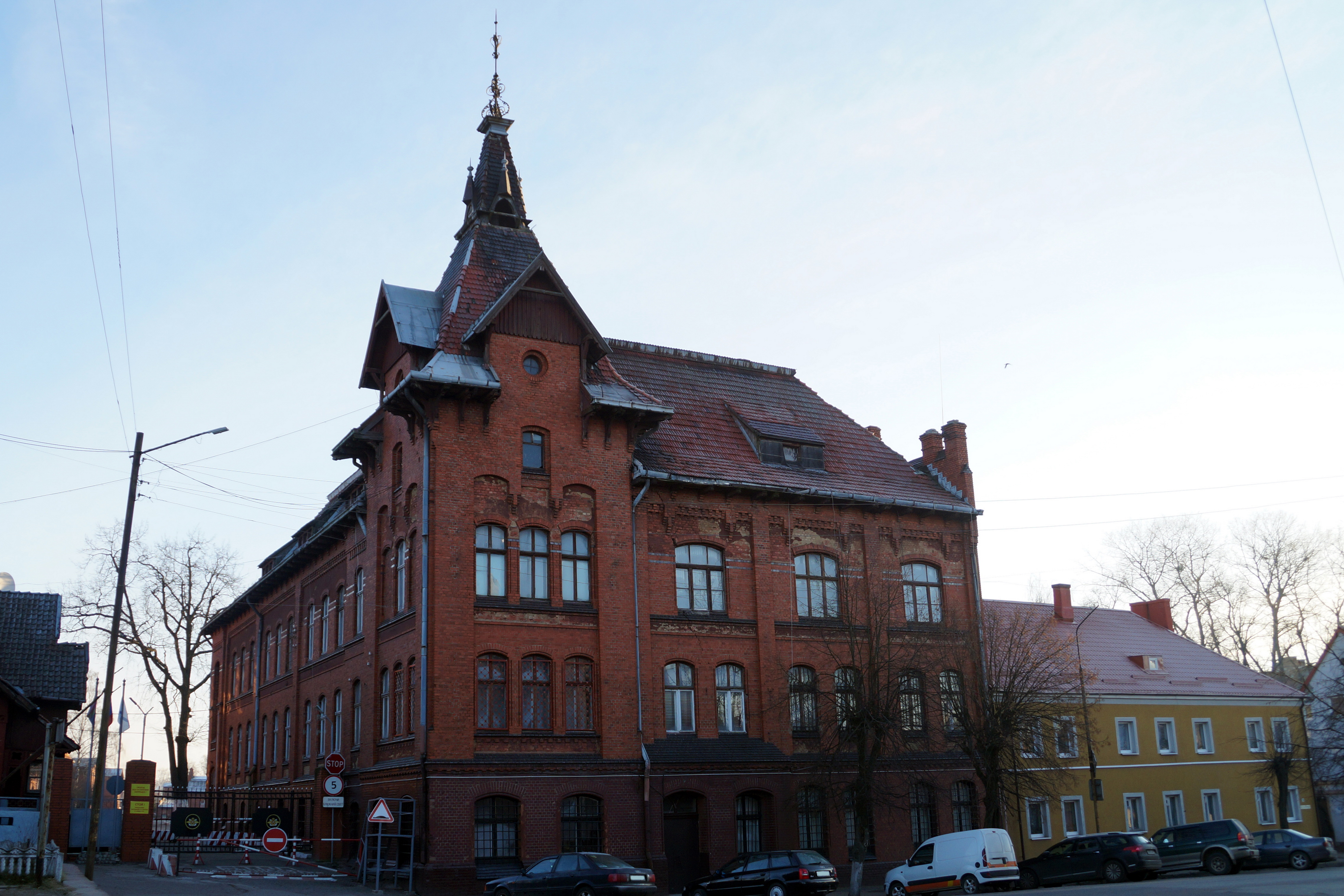
Комплекс зданий лечебницы
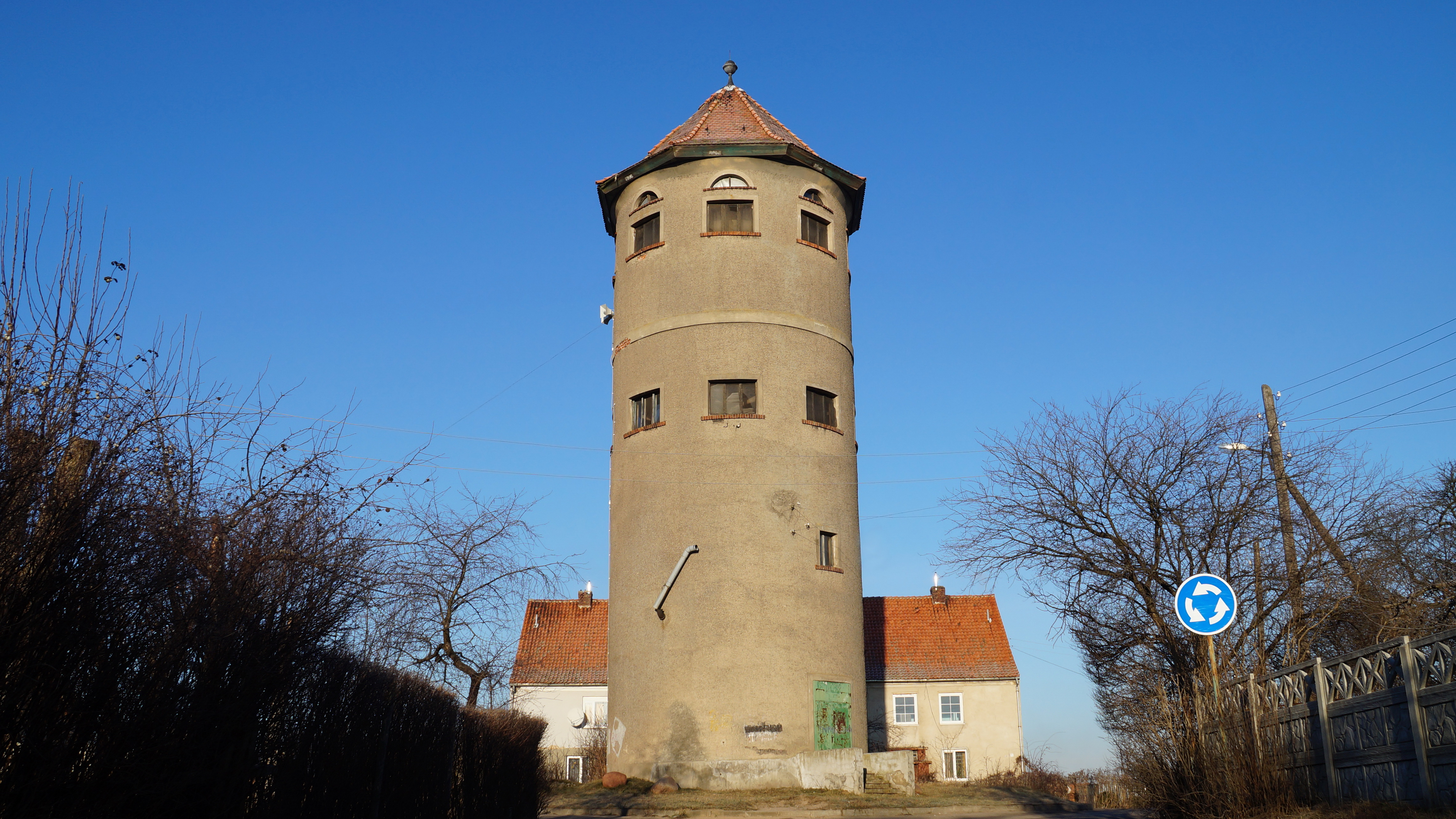
Водонапорная башня 1920 года
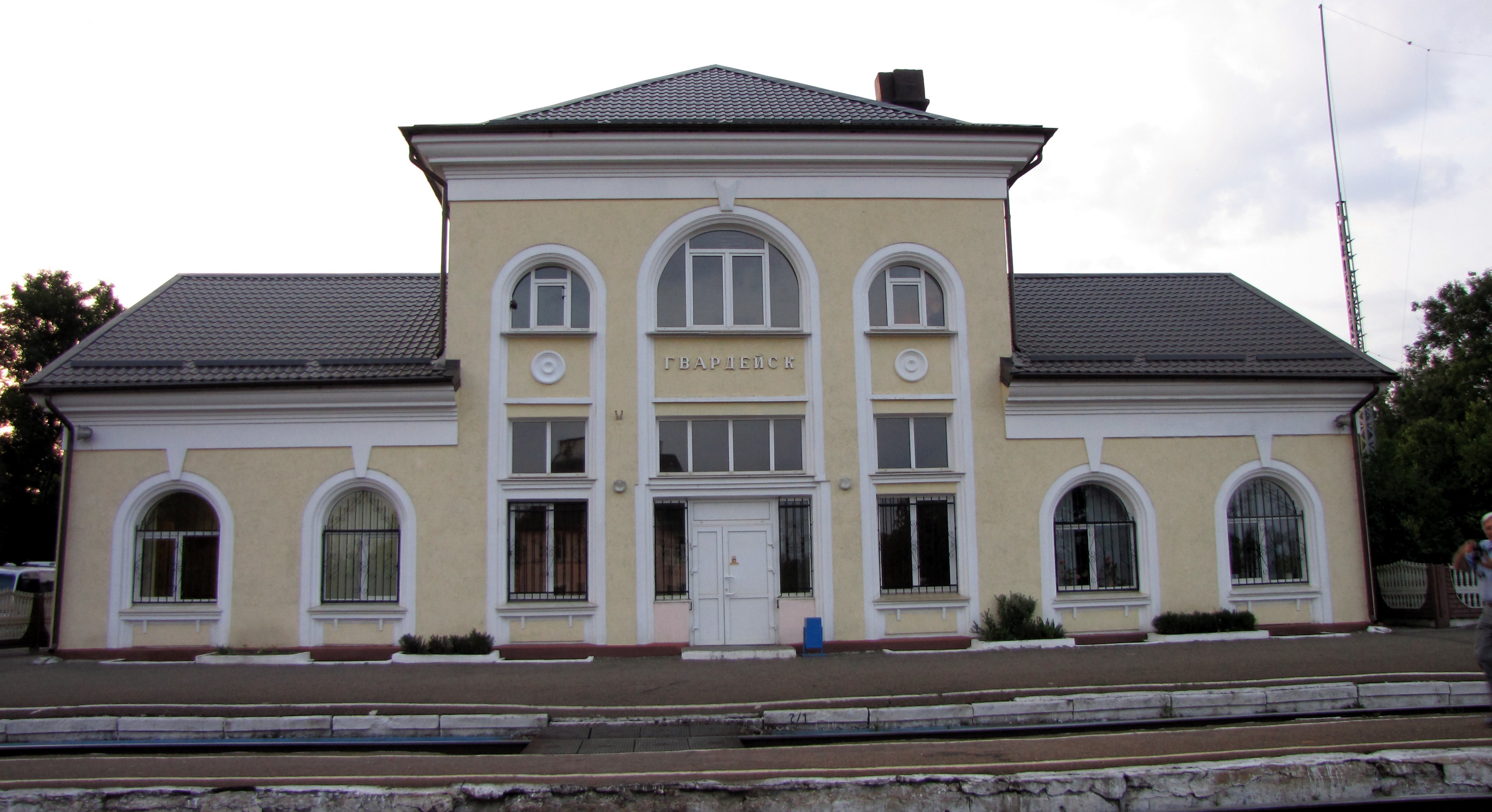
Железнодорожный вокзал
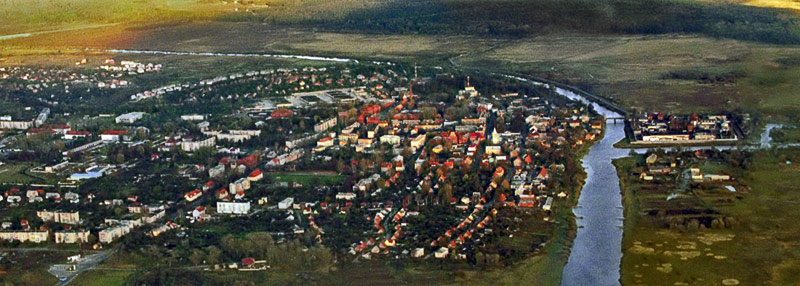
Вид с высоты птичьего полёта
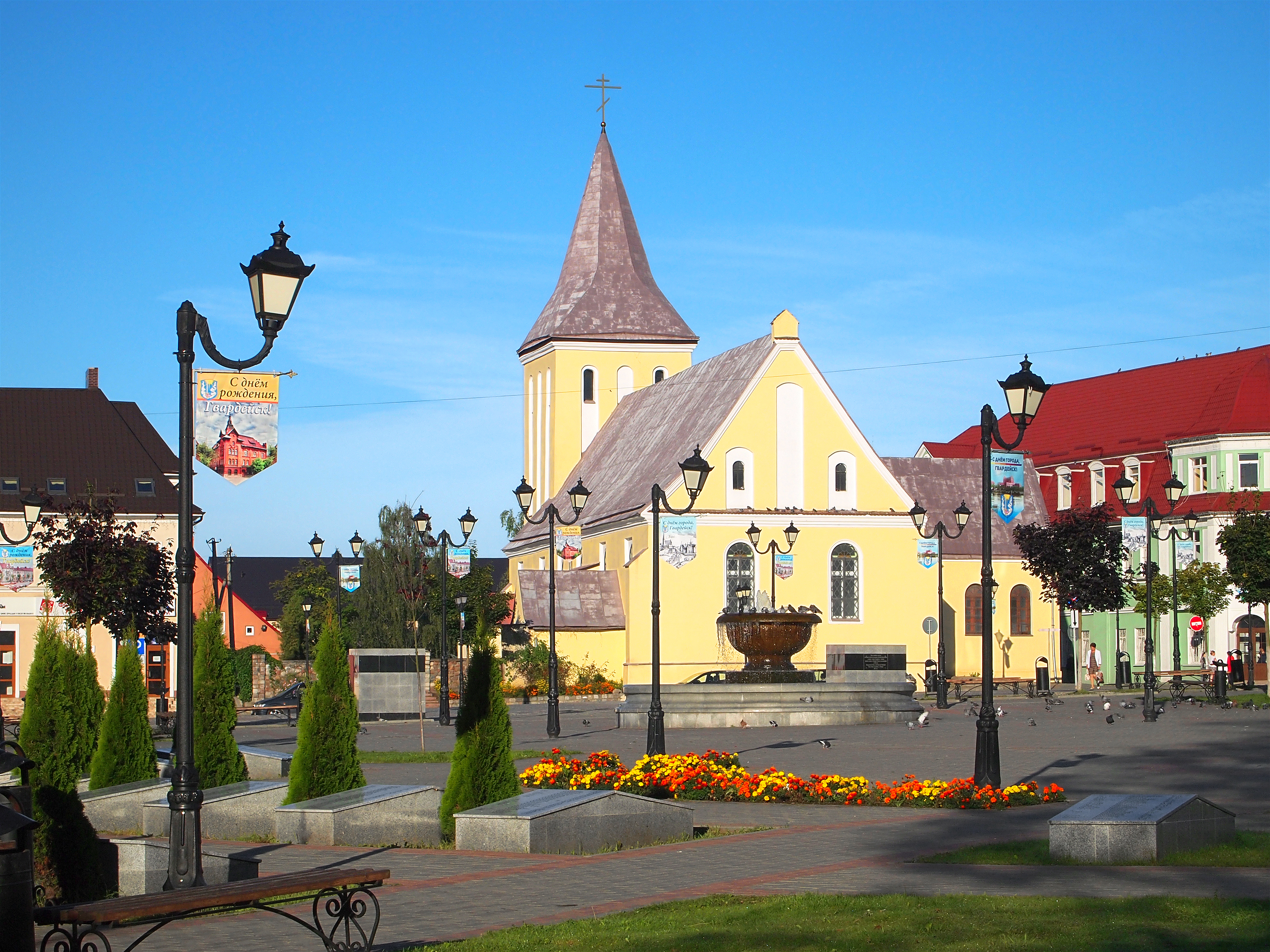
Центральная площадь

## Люди, связанные с городом
- Ловис Коринт (1858—1925) — немецкий художник-импрессионист;
- Эрнст Моленхауэр[нем.] (1892—1963) — немецкий художник-пейзажист;
- Александр Дорофеев (род. в 1946) — советский и российский военачальник.